# Arrestina beta 2
La arrestina beta 2 (ARRB2) es una proteína intracelular codificada en humanos por el gen arrb2.
Los miembros de la familia de proteínas de las arrestinas parecen participar en la desensibilización mediada por agonista de los receptores acoplados a proteínas G, causando un apagamiento específico de la respuesta celular a estímulos como hormonas, neurotransmisores o señales sensoriales, además de actuar con diferentes papeles en la señalización celular. La arrestina beta 2, al igual que la arrestina beta 1, fue identificada al demostrar su capacidad para inhibir la función de los receptores beta adrenérgicos en ensayos in vitro. Presenta elevados niveles de expresión en el sistema nervioso central y puede desempeñar un papel en la regulación de los receptores sinápticos. Además del cerebro, se ha podido aislar ADNc de la arrestina beta 2 en la glándula tiroidea, por lo que podría también estar implicada en la desensibilización específica de hormona de los receptores de TSH. Se han descrito diversas variantes transcripcionales de este gen, pero algunas de ellas aún no han sido bien caracterizadas.
La arrestina beta 2 podría interaccionar con el agonista DOI en la señalización del receptor 5-HT2A.

## Interacciones
La arrestina beta 2 ha demostrado ser capaz de interaccionar con:
- RALGDS[12]
- AP2B1[13][14]
- PSCD2[15]
- Mdm2[16][17][18]